# Heaven and Hell (chanson des Who)
Pour les articles homonymes, voir Heaven and Hell.
Pistes de Thirty Years of Maximum R&B
See Me, Feel Me Pete Dialogue
Heaven and Hell est une chanson du groupe britannique The Who presque exclusivement jouée en concert. 
Écrite à la fin des années 60 par le bassiste du groupe John Entwistle, elle introduisit tous les concerts des Who de 1968 à 1970. D'une grande complexité technique, le morceau est caractérisé par un long solo de guitare de Pete Townshend, par l'omniprésence de la batterie de Keith Moon et par le volume assourdissant de la basse d'Entwistle.
Heaven And Hell est notamment présent dans les Live at the Isle of Wight Festival 1970 et Live at Leeds. 
Une version studio de Heaven And Hell, que le groupe n'appreciait pas, a été édité en 1970 sur la face B de leur reprise de Summertime Blues d'Eddie Cochran.